# TobyMac
TobyMac, vlastním jménem Kevin Michael McKeehan, (* 22. října 1964, Fairfax, Virginie, USA) je americký producent a hudební skladatel oceněný cenou Grammy. 
Byl členem křesťanského tria DC Talk, se kterým pracoval mezi lety 1989 a 2000. S manželkou Amandou měl pět dětí, jeden syn tragicky zemřel.
Záznam z koncertu vydaný na DVD jako Alive and Transported získal cenu Grammy v roce 2009.

## Diskografie
Během sólové kariéry vydal čtyři studiová alba.
- Momentum (2001)
- Welcome To Diverse City (2004)
- Portable Sounds (2007)
- Tonight (2010)
- Christmas in Diverse City (2011)
- Eye on It (2012)

### Remixy
- Re:Mix Momentum (2003)
- Renovating Diverse City (2004)
- Dubbed and Freq'd: A Remix Project (2012)

### Živě
- Alive and Transported (2008)